# Topetta
La topetta è un'imbarcazione a fondo piatto tipica della tradizione lagunare veneta. 
Grazie alle ridotte dimensioni e alla discreta capienza è quotidianamente utilizzata con motore fuoribordo per uso diportistico (capienza consentita 6 persone) e per il trasporto di piccole quantità di merci.
Può essere armata con vela al terzo ma può essere spinta anche a remi. 
Si tratta di una variante di dimensioni più ridotte della topa; come questa ha un ampio specchio di poppa, largo poco meno della larghezza massima dell'intera imbarcazione e praticamente perpendicolare al piano di galleggiamento.
Ha bande alte e prua ampia e affusolata.
Il materiale tradizionale per la costruzione dello scafo è il legno e la sua lavorazione richiede l'uso di forme e piegature a caldo.
Recentemente, vista la versatilità e il successo di cui gode questo tipo di imbarcazione i costruttori ricorrono sempre più spesso all'utilizzo della vetroresina.